# Regino Hernández
Regino Hernández Martín (Ceuta, 25 luglio 1991) è un ex snowboarder spagnolo, medaglia di bronzo nello snowboard cross alle Olimpiadi di Pyeongchang 2018.

## Biografia
Hernández inizia a disputare nel 2008 le sue prime Coppe del Mondo e i campionati mondiali junior. Partecipa alle Olimpiadi di Vancouver 2010 e l'anno dopo si laurea campione mondiale junior di snowboard cross a Valmalenco.
Alle Olimpiadi di Soči 2014 raggiunge i quarti di finale e a Pyeongchang 2018 è terzo dietro l'australiano Jarryd Hughes e il francese Pierre Vaultier, facendo vincere alla Spagna una medaglia alle Olimpiadi invernali a distanza di 26 anni.

## Palmarès

### Olimpiadi
- 1 medaglia:
  - 1 bronzo (snowboard cross a Pyeongchang 2018)

### Mondiali
- 1 medaglia:
  - 1 argento (snowboard cross a squadre a Sierra Nevada 2017)

### Mondiali junior
- 1 medaglia:
  - 1 oro (snowboard cross a Valmalenco 2011)

### Coppa del Mondo
- Miglior piazzamento nella Coppa del Mondo di snowboard cross: 10º nel 2018
- 1 podio:
  - 1 terzo posto